# Premier ministre de la Jordanie
Le Premier ministre de la Jordanie est le chef du gouvernement de la Jordanie.

## Histoire
Le rôle de premier ministre fut créé au moment du protectorat britannique sur l'Émirat de Transjordanie. Le premier à occuper cette fonction est Rashid Ṭaliʽa. Il change d'intitulé en 1951 pour devenir Premier ministre de la Jordanie.

## Anciens Premiers ministres encore en vie
- Ahmad Ubaydat, né le 18 novembre 1938 (86 ans)
- Taher Masri, né le 5 mars 1942 (83 ans)
- Abdul Karim Kabariti, né le 15 décembre 1949 (75 ans)
- Abdelraouf Rawabdeh, né le 18 février 1939 (86 ans)
- Ali Abou Al-Ragheb, né en 1946
- Faisal Al-Fayez, né le 20 décembre 1952 (72 ans)
- Adnane Badrane, né le 15 décembre 1935 (89 ans)
- Nader Dahabi, né le 7 octobre 1946 (78 ans)
- Samir Rifaï, né le 1er juillet 1966 (58 ans)
- Aoun Khassawneh, né le 22 février 1950 (75 ans)
- Abdullah Ensour, né le 29 janvier 1939 (86 ans)
- Hani Moulki, né le 15 octobre 1951 (73 ans)
- Omar Razzaz, né le 17 mai 1960 (64 ans)
- Bisher Al-Khasawneh, né le 27 janvier 1969 (56 ans)